# Sébastien Piocelle
Sébastien Piocelle (ur. 10 listopada 1978 w Gouvieux) – francuski piłkarz grający na pozycji pomocnika. Były młodzieżowy reprezentant Francji.

## Kariera piłkarska
Piocelle profesjonalną piłkarską karierę rozpoczynał w FC Nantes. Początkowo występował w jego rezerwach, a 16 października 1998 roku zadebiutował w Première Division w przegranym 0:2 wyjazdowym spotkaniu z Girondins Bordeaux. W sezonie 1998/1999 wystąpił łącznie w 24 meczach, a w kolejnych rozgrywkach 21 razy pojawiał się na boiskach francuskiej ekstraklasy. W 1999 roku zdobył ze swoim zespołem Puchar Francji. W 2000 roku przeszedł do SC Bastia. Po raz pierwszy w nowej drużynie zagrał 18 sierpnia w wygranym 2:0 pojedynku przeciwko Olympique Lyon. Szybko wywalczył miejsce w podstawowym składzie i regularnie występował w ligowych pojedynkach. Najwięcej spotkań zaliczył w sezonie 2002/2003, w którym rozegrał 28 meczów.
W 2005 roku Piocelle przeszedł do FC Crotone. We włoskiej drużynie zadebiutował 10 września w wygranym 2:1 meczu z AS Bari, w którym wyszedł w podstawowym składzie i zagrał pełne 90 minut. Pierwszego gola i zarazem jedynego w sezonie 2005/2006 strzelił na początku stycznia, pokonując bramkarza A.C. Arezzo i zapewniając swojemu zespołowi zwycięstwo. W kolejnych rozgrywkach wystąpił w 35 ligowych pojedynkach, a następnie przeniósł się do US Grosseto. W styczniu 2008 roku został zawodnikiem Hellas Werona, a później bronił barw SS Juve Stabia.
Przed sezonem 2009/2010 Piocelle przeszedł do beniaminka Ligue 2, Arles. Po raz pierwszy w jego barwach wystąpił 7 sierpnia, kiedy to zagrał w meczu z Clermont Foot, zakończonym zwycięstwem 2:1. Dwa tygodnie później strzelił gola w pojedynku przeciwko Stade Brest, który zapewnił jego drużynie wygraną 3:2. Łącznie w lidze rozegrał 38 spotkań, a Arles zakończyło rozgrywki na trzecim miejscu, które dało klubowi historyczny awans do Ligue 1.